# Kanon (hymne)
Een kanon is een gestructureerde hymne gebruikt in een aantal oosters-orthodoxe diensten. Het bestaat uit negen odes, soms lofzangen of liedjes, afhankelijk van de vertaling, gebaseerd op de Bijbelse Canticum. 
De teksten van de Byzantijnse kanones waren niet helemaal oorspronkelijke creaties maar samenstellingen van archetype frasen. Ook hun melodieën waren niet helemaal oorspronkelijk.